# Тилденвил (Флорида)
Тилденвил (енгл. Tildenville) насељено је место без административног статуса у америчкој савезној држави Флорида.

## Демографија
По попису из 2010. године број становника је 511, што је 2 (-0,4%) становника мање него 2000. године.
| Група             | 2000.       | 2010.       |
| Белци             | 32 (6,2%)   | 42 (8,2%)   |
| Афроамериканци    | 413 (80,5%) | 400 (78,3%) |
| Азијати           | 0 (0,0%)    | 10 (2,0%)   |
| Хиспаноамериканци | 61 (11,9%)  | 53 (10,4%)  |
| Укупно            | 513         | 511         |